# Улица Космонавтов (Великий Новгород)
Улица Космона́втов — одна из улиц Великого Новгорода.
Находится в западной части города. Проходит с севера на юг вдоль железной дороги от проспекта Корсунова до улицы Боткина. Протяжённость — 1250 м.
Была образована в 1963 году. Название получила решением Новгорисполкома от 24 мая 1965 года. Застройка односторонняя (по западной стороне) — многоквартирные жилые дома. В конце улицы расположены Ледовый дворец и Центральная спортивная арена; на восточной стороне, в средней части — платформа Менделеевская. В середине улицы находится здание Миграционной службы. В 2007 году, в доме №  26 произошло Покушение на Алису Мартынову, вызвавшее большой общественный резонанс.  
По улице не ходят автобусы. 